# Херсонец-7
КОП-1,4 «Херсонец-7» — советский прицепной двухрядный ручьевой кукурузоуборочный комбайн, производившийся Херсонским комбайновым заводом с 60-х по 90-е года. Агрегатируется с тракторами ДТ-74, ДТ-75М и МТЗ-80, модификация «Херсонец-7В» также агрегатируется с Т-150. Обслуживается трактористом и водителем грузового транспорта.

## Применение
Херсонец-7 применяется для:

1 — карданная передача; 2 — мысы, разделяющие рядки стеблей; 3 — подъёмные цепи; 4 — режущий аппарат; 5 — подающие цепи; 6 — початкоотрывающие вальцы; 7 — трубопровод измельчителя; 8 — измельчитель листостебельной массы; 9 — ходовое колесо; 10 — шнек початков; 11 — устройство, прижимающее початки к очистительным вальцам; 12 — вентилятор обёрток; 13 — транспортёр неочищенных початков; 14 — очистительные вальцы; 15 — транспортёр обёрток; 16 — скатная доска; 17 — транспортёр очищенных початков; 18 — прицепное устройство; 19 — зерновой шнек; 20 — шнек обёрток; 21 — эксгаустер

- Уборки спелой кукурузы на зерно с междурядьями 70-90 см, с очисткой початков от обёрток и измельчением листостебельной массы.
- Уборки кукурузы на силос в стадии молочно-восковой спелости с отделением початков либо, после несложного переоборудования, измельчением всей растительной массы (то есть вместе с початками). Под несложным переоборудованием понимается установка блоков с битерными вальцами, рубашки которых выполнены в виде битеров с тремя лопастями. Эти вальцы протаскивают стебли вместе с початками.

Высокая степень очистки от обёрток (90-97 %) позволяет закладывать початки на длительное хранение без дополнительной обработки.
Комплектуется тремя типами сменных отрывочных вальцов: битерными для уборки кукурузы на силос с совместным измельчением всей растительной массы; активными для уборки кукурузы в стадии молочно-восковой спелости с отрывом початков; пассивными для 
 уборки кукурузы в стадии полной спелости зерна.

## Херсонец-7В
Для работы на повышенных скоростях и увеличения производительности в СКБ Херсонского комбайнового завода комбайн был модифицирован, получил наименование «Херсонец-7В» и начал выпускаться в 1974 году. Иногда используется наименование «Херсонец-7» марки КОП-1,4В.
Он мог в отличие от базовой модели агрегатироваться с тракторами Т-150. Производительность нового Херсонца стала выше на 50-70 % за счёт использования резервов пропускной способности базовой модели, а также некоторых конструктивных изменений: установлено следяще-копирующее устройство, корректирующее движение комбайна по рядкам и работающее от гидросистемы трактора; повышена скорость подающих и приёмных цепей для увеличения пропускной способности стеблеподающего механизма; установлено новое прижимное устройство для увеличения пропускной способности початкоочистительного механизма; установлен средний плавающий мыс для облегчения подбора стеблей; увеличена прочность и надёжность некоторых рабочих органов.

## Технические характеристики

### Для базовой модификации
- Междурядья — 70-90 см
- Производительность

- при уборке на зерно — 0,5-1 га/ч (при урожае початков высокоурожайных сортов 100 ц/га)
- при уборке силосной массы — 350 ц/ч (при урожае зелёной массой более 800 ц/га)

- Ширина захвата — 1,4-1,8 м
- Рабочая скорость — 3,5-6,5 км/ч
- Размеры в рабочем положении

- длина — 6930 мм
- ширина — 4455 мм
- высота — 3770 мм

- Масса — 3480 кг
- Расстояние между растениями в рядке — более 20 см

### Для «Херсонца-7В»
- Производительность - в целом на 50-70 % выше базовой модификации
- Рабочая скорость — 6-10 км/ч

При работе на повышенных скоростях агротехнические показатели модификации по сравнению с базовой моделью остались те же. Габариты, ширина захвата и т.д. не изменились.